# Dragșina, Timiș
Dragșina este un sat în comuna Chevereșu Mare din județul Timiș, Banat, România. Se află în partea de nord-vest a comunei, fiind mărginită, la vest și la nord de râul Timiș. În nordul așezării, către Timiș, se întinde pădurea Chevereș. La sud curge râul Șurgani, care se varsă în Timiș pe teritoriul satului.

## Comunicații
Satul este oarecum izolat de căile de comunicații. Un drum comunal pietruit face legătura cu drumul județean DJ 592, care leagă Timișoara de Lugoj, prin Buziaș. Un alt drum comunal, astăzi aproape abandonat, face direct legătura cu centrul de comună.

## Atestare documentară

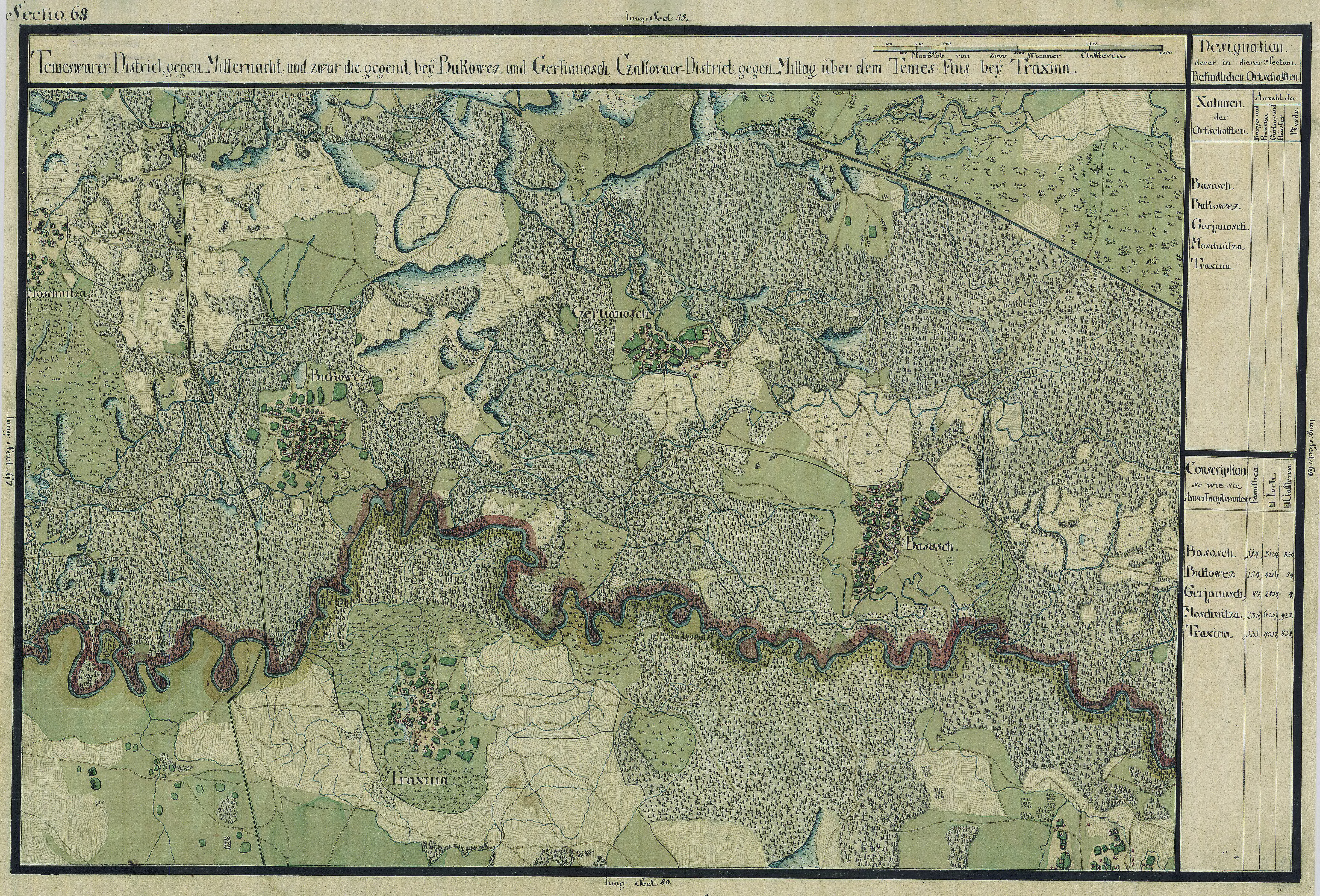
Dragşina în Harta Iosefină a Banatului, 1769-72

- 1442 - Knesius de Draxafalwa
- 1723 - 1725 Draschina
- 1828 - Draxsina, Draksina
- 1851 - Dragsina[1]

## Vestigii arheologice
- La sudul așezării, în apropiere de vărsarea Șurganului în Timiș, se găsesc ruinele unuia dintre forturile turcești de graniță, de pe vremea pașalâcului Timișoara.
- La est de sat, pe malul Timișului, s-au găsit vestigii ale unei importante așezări daco-romane din secolele III - IV.

## Personalități
- Pavel Rotariu (1840-1919), jurist, gazetar, politician
- Terezia Ocsko (1917-1940), activistă comunistă, victimă a Siguranței
- Aquilina Severin (n. 1946), cântăreață